# Kannenaikankoppa, Kalghatgi
Kannenaikankoppa là một làng thuộc tehsil Kalghatgi, huyện Dharwad, bang Karnataka, Ấn Độ.